# Guldsmedshyttan
Guldsmedshyttan ingår i tätorten Storå i Lindesbergs kommun. På orten finns gjuteriföretaget Baettr Guldsmedshyttan AB
Orten är belägen vid riksväg 50, cirka 15 kilometer norr om Lindesberg.

## Historia
Guldsmedshyttan omnämns i gamla handlingar första gången omkring år 1460. På 1400-talet bröts här silvermalm och det fanns en hytta för framställning av silvret. År 1551 anlade Gustav Vasa ett kronobruk i Guldsmedshyttan. Anläggningen kom att omfatta masugnar, styckebruk, kulgjuteri och bösspipesmedja.
Guldsmedshyttan är ett gammalt gruv- och brukssamhälle uppbyggt kring den 1977 nedlagda Stripa gruva och Guldsmedshyttans bruk. Bruket anlades på 1500-talet och byggdes ut till en modern industri i slutet av 1800-talet. Den sista masugnen vid Guldsmedshytte bruk blåstes slutligen ned 1978 av den dåvarande ägaren Sandvik AB. 
Stripa gruva i Guldsmedshyttan blev 2006 förklarat som byggnadsminne.

## Samhället
På orten finns Guldsmedshyttans kyrka, lågstadieskola, förskola, fritidshem och en mindre hockeyarena och en fotbollsplan, där ishockeyklubben GSK (Guldsmedshytte SK) och fotbollsklubben GSBK (Guldsmedshyttan Stråssa Bollklubb) spelar. Bredvid ishallen ligger löparklubben Storådalens SK:s klubbstuga och ett utegym.
Förutom ortens bruk, är Herrgården även ett historiskt och omtalat minne.

## Näringsliv
Numera är bruket specialiserat som tillverkare av segjärn för vindkraftverk (Vestas). Brukets mekaniska verkstad ägs sedan 2006 av Empower.

## Musik
På orten finns en hemvärnsmusikkår som heter Hemvärnets Musikkår Guldsmedshyttan. Kåren består av cirka 40 medlemmar. Det finns också en civil musikkår med namnet Guldsmedshyttans musikkår. Musikkåren bildades år 1900, då med cirka sex personer. Hemvärnskåren spelade bland annat för Kronprinsessan Victoria och Prins Daniel på deras bröllop den 19 juni 2010 när de åkte kortegen genom Stockholm. Vid sidan om hemvärnskåren och den civila kåren finns även en sextett bestående av medlemmar av musikkåren.